# Agonopterix bipunctosa
Agonopterix bipunctosa is een vlinder uit de familie grasmineermotten (Elachistidae). De wetenschappelijke naam is voor het eerst geldig gepubliceerd in 1850 door Curtis.
De soort komt voor in Europa.